# باشگاه فوتبال انستی نومادز
باشگاه فوتبال انستی نومادز (به انگلیسی: Anstey Nomads Football Club) یک باشگاه فوتبال در شهر انستی، لسترشایر، کشور انگلستان است که در سال ۱۹۴۷ میلادی تأسیس شده‌است.